# Campionati mondiali di nuoto in vasca corta 2012
Gli XI Campionati mondiali di nuoto in vasca corta si sono svolti negli impianti del Sinan Erdem Dome di Istanbul, in Turchia, dal 12 al 16 dicembre 2012.
La città turca è stata selezionata come sede dell'evento il 12 aprile 2008 a Manchester, nel corso dei mondiali 2008. Istanbul ha battuto la concorrenza dell'unica altra candidata, Vienna.

## Programma
Il programma delle gare è rimasto invariato rispetto alle edizioni precedenti. Le batterie sono state disputate su dieci corsie, mentre semifinali e finali su otto.
| Mercoledì 12 dicembre 2012 | Giovedì 13 dicembre 2012 | Venerdì 14 dicembre 2012 | Sabato 15 dicembre 2012 | Domenica 16 dicembre 2012 |
| Sessione mattutina - Batterie: ore 10:00 | | | | |
| 200 m Stile libero M 50 m Rana F 100 m Dorso M 200 m Farfalla F 100 m Rana M 100 m Dorso F 100 m Farfalla M 400 m Misti F 4x100 m Stile libero M 4x200 m Stile libero F | 100 m Stile libero F 400 m Misti M 50 m Farfalla F 50 m Stile libero M 100 m Misti F 4x200 m Stile libero M 800 m SL F (batt.lente)                                                                     | 50 m Dorso M 200 m Dorso F 50 m Farfalla M 100 m Rana F 400 m Stile libero M 200 m Misti M 400 m Stile libero F 200 m Rana M 4x100 m Misti F                                                                        | 50 m Dorso F 100 m Stile libero M 100 m Farfalla F 100 m Misti M 50 m Stile libero F 200 m Misti F 50 m Rana M 4x100 m Stile libero F                                           | 200 m Dorso M 200 m Rana F 200 m Farfalla M 200 m Stile libero F 4x100 m Misti M 1500 m SL M (batt.lente)                                                                                                |
| Sessione pomeridiana - Semifinali e Finali: ore 19:00 | | | | |
| 200 m Stile libero M 50 m Rana F 100 m Dorso M 200 m Farfalla F 100 m Rana M 100 m Dorso F 100 m Farfalla M 400 m Misti F 4x100 m Stile libero M 4x200 m Stile libero F | 100 m Stile libero F 400 m Misti M 50 m Rana F 100 m Dorso M 50 m Farfalla F 50 m Stile libero M 100 m Dorso F 100 m Rana M 100 m Misti F 100 m Farfalla M 800 m SL F (b.veloci) 4x200 m Stile libero M | 50 m Dorso M 100 m Stile libero F 50 m Farfalla M 200 m Dorso F 200 m Rana M 50 m Farfalla F 400 m Stile libero M 100 m Rana F 400 m Stile libero F 50 m Stile libero M 100 m Misti F 200 m Misti M 4x100 m Misti F | 100 m Rana F 50 m Dorso M 50 m Dorso F 100 m Stile libero M 50 m Stile libero F 50 m Farfalla M 100 m Farfalla F 100 m Misti M 200 m Misti F 50 m Rana M 4x100 m Stile libero F | 100 m Stile libero M 50 m Dorso F 200 m Dorso M 200 m Rana F 100 m Misti M 100 m Farfalla F 50 m Rana M 50 m Stile libero F 200 m Farfalla M 1500 m SL M (b.veloci) 200 m Stile libero F 4x100 m Misti M |

## Nazioni e partecipanti
Gli atleti iscritti a questa edizione del mondiale sono stati 958, in rappresentanza di 162 delle federazioni affiliate alla FINA.
- Albania
- Algeria
- Andorra
- Angola
- Argentina
- Armenia
- Aruba
- Australia
- Austria
- Azerbaigian
- Bahrein
- Bangladesh
- Barbados
- Belgio
- Benin
- Bielorussia
- Birmania
- Bosnia ed Erzegovina
- Bolivia
- Botswana
- Brasile
- Brunei
- Bulgaria
- Burkina Faso
- Burundi
- Cambogia
- Camerun
- Canada
- Cile
- Cina
- Cipro
- Colombia
- Comore
- Corea del Nord
- Corea del Sud
- Costa d'Avorio
- Costa Rica
- Croazia
- Cuba
- Danimarca

- Ecuador
- El Salvador
- Emirati Arabi Uniti
- Estonia
- Figi
- Filippine
- Finlandia
- Francia
- Georgia
- Germania
- Ghana
- Giamaica
- Giappone
- Gibilterra
- Gibuti
- Giordania
- Gran Bretagna
- Grecia
- Grenada
- Guam
- Guatemala
- Guinea
- Guyana
- Honduras
- Hong Kong
- India
- Indonesia
- Iran
- Iraq
- Irlanda
- Islanda
- Isole Cook
- Fær Øer
- Isole Marianne Settentrionali
- Isole Marshall
- Israele
- Italia
- Kazakistan
- Kenya
- Kirghizistan

- Kuwait
- Laos
- Lesotho
- Lettonia
- Libia
- Liechtenstein
- Lituania
- Lussemburgo
- Macao
- Macedonia
- Madagascar
- Maldive
- Malta
- Mauritius
- Messico
- Moldavia
- Mongolia
- Mozambico
- Namibia
- Nepal
- Nicaragua
- Niger
- Nigeria
- Norvegia
- Nuova Zelanda
- Paesi Bassi
- Pakistan
- Palau
- Papua Nuova Guinea
- Panama
- Paraguay
- Perù
- Polonia
- Portogallo
- Porto Rico
- Qatar
- Rep. Ceca
- RD del Congo
- Rep. Dominicana

- Romania
- Russia
- Saint Vincent e Grenadine
- Samoa
- Saint Lucia
- Senegal
- Serbia
- Seychelles
- Singapore
- Siria
- Slovacchia
- Slovenia
- Spagna
- Sri Lanka
- Svezia
- Svizzera
- Stati Uniti
- Palestina
- Sudafrica
- Sudan
- Taipei cinese
- Tagikistan
- Tanzania
- Thailandia
- Togo
- Tonga
- Trinidad e Tobago
- Tunisia
- Turchia
- Turkmenistan
- Ucraina
- Uganda
- Ungheria
- Uruguay
- Uzbekistan
- Venezuela
- Vietnam
- Zambia
- Zimbabwe

## Medagliere
| Pos.   | Paese             | Oro | Argento | Bronzo | Totale |
| ------ | ----------------- | --- | ------- | ------ | ------ |
| 1      | Stati Uniti       | 11  | 8       | 8      | 27     |
| 2      | Cina              | 3   | 5       | 3      | 11     |
| 3      | Ungheria          | 3   | 4       | 3      | 10     |
| 4      | Danimarca         | 3   | 2       | 5      | 10     |
| 5      | Russia            | 2   | 3       | 4      | 9      |
| 6      | Italia            | 2   | 2       | 0      | 4      |
| 7      | Germania          | 2   | 1       | 1      | 4      |
| 7      | Giappone          | 2   | 1       | 1      | 4      |
| 9      | Lituania          | 2   | 1       | 0      | 3      |
| 10     | Australia         | 1   | 5       | 4      | 9      |
| 11     | Gran Bretagna     | 1   | 2       | 3      | 6      |
| 12     | Sudafrica         | 1   | 1       | 0      | 2      |
| 13     | Spagna            | 1   | 0       | 2      | 3      |
| 14     | Nuova Zelanda     | 1   | 0       | 1      | 2      |
| 14     | Polonia           | 1   | 0       | 1      | 2      |
| 14     | Brasile           | 1   | 0       | 1      | 2      |
| 17     | Bielorussia       | 1   | 0       | 0      | 1      |
| 17     | Norvegia          | 1   | 0       | 0      | 1      |
| 17     | Ucraina           | 1   | 0       | 0      | 1      |
| 20     | Giamaica          | 0   | 2       | 0      | 2      |
| 20     | Slovenia          | 0   | 2       | 0      | 2      |
| 22     | Francia           | 0   | 1       | 1      | 2      |
| 23     | Fær Øer           | 0   | 0       | 1      | 1      |
| 23     | Rep. Ceca         | 0   | 0       | 1      | 1      |
| 23     | Trinidad e Tobago | 0   | 0       | 1      | 1      |
| Totale | Totale            | 40  | 40      | 40     | 120    |

## Podi

### Uomini
| Evento                          | Oro | Tempo    | Argento | Tempo    | Bronzo                                                                             | Tempo    |
| Stile libero                    | |          | |          |                                                                                    |          |
| 50 m (dettagli)                 | Vladimir Morozov                                                                                                | 20"55    | Florent Manaudou | 20"88    | Anthony Ervin                                                                      | 20"99    |
| 100 m (dettagli)                | Vladimir Morozov                                                                                                | 45"65    | Tommaso D'Orsogna                                                                                                   | 46"80    | Evgenij Lagunov                                                                    | 46"81    |
| 200 m (dettagli)                | Ryan Lochte | 1'41"92  | Paul Biedermann | 1'42"07  | Conor Dwyer                                                                        | 1'43"78  |
| 400 m (dettagli)                | Paul Biedermann                                                                                                 | 3'39"15  | Hao Yun | 3'39"48  | Mads Glæsner                                                                       | 3'40"09  |
| 1500 m (dettagli)               | Mads Glæsner | 14'30"01 | Gregorio Paltrinieri                                                                                                | 14'31"13 | Pál Joensen                                                                        | 14'36"93 |
| Dorso                           | |          | |          |                                                                                    |          |
| 50 m (dettagli)                 | Robert Hurley                                                                                                   | 23"04    | Matt Grevers | 23"17    | Stanislav Donec                                                                    | 23"19    |
| 100 m (dettagli)                | Matt Grevers | 49"89    | Stanislav Donec | 49"91    | Guilherme Guido                                                                    | 50"50    |
| 200 m (dettagli)                | Radosław Kawęcki                                                                                                | 1'48"48  | Ryan Lochte | 1'48"50  | Ryan Murphy                                                                        | 1'48"86  |
| Rana                            | |          | |          |                                                                                    |          |
| 50 m (dettagli)                 | Aleksander Hetland                                                                                              | 26"30    | Damir Dugonjič | 26"32    | Florent Manaudou                                                                   | 26"33    |
| 100 m (dettagli)                | Fabio Scozzoli                                                                                                  | 57"10    | Damir Dugonjič | 57"32    | Kevin Cordes                                                                       | 57"83    |
| 200 m (dettagli)                | Dániel Gyurta                                                                                                   | 2'01"35  | Michael Jamieson | 2'03"00  | Vjačeslav Sin'kevič                                                                | 2'03"08  |
| Farfalla                        | |          | |          |                                                                                    |          |
| 50 m (dettagli)                 | Nicholas Santos                                                                                                 | 22"22    | Chad le Clos | 22"26    | Thomas Shields                                                                     | 22"46    |
| 100 m (dettagli)                | Chad le Clos | 48"82    | Thomas Shields | 49"54    | Ryan Lochte                                                                        | 49"59    |
| 200 m (dettagli)                | Kazuya Kaneda                                                                                                   | 1'51"01  | László Cseh | 1'51"66  | Nikolay Skvortsov                                                                  | 1'52"33  |
| Misti                           | |          | |          |                                                                                    |          |
| 100 m (dettagli)                | Ryan Lochte | 51"21    | Kenneth To | 51"38    | George Bovell                                                                      | 51"66    |
| 200 m (dettagli)                | Ryan Lochte | 1'49"63  | Daiya Seto | 1'52"80  | László Cseh                                                                        | 1'52"89  |
| 400 m (dettagli)                | Daiya Seto | 3'59"15  | László Cseh | 4'00"50  | Dávid Verrasztó                                                                    | 4'02"87  |
| Staffette                       | |          | |          |                                                                                    |          |
| 4x100 m stile libero (dettagli) | Stati Uniti Anthony Ervin Ryan Lochte James Feigen Matt Grevers Garrett Weber-Gale* Tyler Reed*                 | 3'06"40  | Italia Luca Dotto Marco Orsi Michele Santucci Filippo Magnini                                                       | 3'07"07  | Australia Tommaso D'Orsogna Kyle Richardson Travis Mahoney Kenneth To              | 3'07"27  |
| 4x200 m stile libero (dettagli) | Stati Uniti Ryan Lochte Conor Dwyer Michael Klueh Matthew McLean Garrett Weber-Gale* Michael Weiss*             | 6'51"40  | Australia Tommaso D'Orsogna Jarrod Killey Kyle Richardson Robert Hurley Travis Mahoney*                             | 6'52"29  | Germania Paul Biedermann Dimitri Colupaev Christoph Fildebrandt Yannick Lebherz    | 6'53"22  |
| 4x100 m misti (dettagli)        | Stati Uniti Matt Grevers Kevin Cordes Thomas Shields Ryan Lochte Ryan Murphy* Mihail Alexandrov* Anthony Ervin* | 3'21"03  | Russia Stanislav Donec Vjačeslav Sin'kevič Nikolaj Skvorcov Vladimir Morozov Viacheslav Prudnikov* Yevgeny Lagunov* | 3'22"86  | Australia Robert Hurley Kenneth To Grant Irvine Tommaso D'Orsogna Kyle Richardson* | 3'24"77  |

### Donne
| Evento                          | Oro                                                                                               | Tempo   | Argento | Tempo   | Bronzo | Tempo   |
| Stile libero                    |                                                                                                   |         | |         | |         |
| 50 m (dettagli)                 | Aljaksandra Herasimenja                                                                           | 23"64   | Francesca Halsall | 23"87   | Jeanette Ottesen                                                                                                | 24"00   |
| 100 m (dettagli)                | Britta Steffen                                                                                    | 52"31   | Megan Romano | 52"48   | Tang Yi | 52"73   |
| 200 m (dettagli)                | Allison Schmitt                                                                                   | 1'53"59 | Katinka Hosszú | 1'54"31 | Melania Costa                                                                                                   | 1'54"45 |
| 400 m (dettagli)                | Melania Costa                                                                                     | 4'01"18 | Chloe Sutton | 4'01"20 | Lauren Boyle | 4'01"24 |
| 800 m (dettagli)                | Lauren Boyle                                                                                      | 8'08"62 | Lotte Friis | 8'10"99 | Chloe Sutton | 8'15"53 |
| Dorso                           |                                                                                                   |         | |         | |         |
| 50 m (dettagli)                 | Zhao Jing                                                                                         | 25"95   | Olivia Smoliga | 26"13   | Aleksandra Urbańczyk                                                                                            | 26"50   |
| 100 m (dettagli)                | Olivia Smoliga                                                                                    | 56"64   | Mie Østergaard Nielsen | 57"07   | Simona Baumrtová                                                                                                | 57"18   |
| 200 m (dettagli)                | Daryna Zevina                                                                                     | 2'02"24 | Bonnie Brandon | 2'03"19 | Duane Da Rocha                                                                                                  | 2'04"15 |
| Rana                            |                                                                                                   |         | |         | |         |
| 50 m (dettagli)                 | Rūta Meilutytė                                                                                    | 29"44   | Alia Atkinson | 29"67   | Sarah Katsoulis                                                                                                 | 29"94   |
| 100 m (dettagli)                | Rūta Meilutytė                                                                                    | 1'03"52 | Alia Atkinson | 1'03"80 | Rikke Møller Pedersen                                                                                           | 1'04"05 |
| 200 m (dettagli)                | Rikke Møller Pedersen                                                                             | 2'16"08 | Laura Sogar | 2'16"93 | Kanako Watanabe                                                                                                 | 2'19"39 |
| Farfalla                        |                                                                                                   |         | |         | |         |
| 50 m (dettagli)                 | Lu Ying                                                                                           | 25"14   | Jiao Liuyang | 25"23   | Jeanette Ottesen                                                                                                | 25"55   |
| 100 m (dettagli)                | Ilaria Bianchi                                                                                    | 56"13   | Liu Zige | 56"58   | Jemma Lowe | 56"66   |
| 200 m (dettagli)                | Katinka Hosszú                                                                                    | 2'02"20 | Jiao Liuyang | 2'02"28 | Jemma Lowe | 2'03"19 |
| Misti                           |                                                                                                   |         | |         | |         |
| 100 m (dettagli)                | Katinka Hosszú                                                                                    | 58"49   | Rūta Meilutytė | 58"79   | Zhao Jing | 58"80   |
| 200 m (dettagli)                | Ye Shiwen                                                                                         | 2'04"64 | Katinka Hosszú | 2'04"72 | Hannah Miley | 2'07"12 |
| 400 m (dettagli)                | Hannah Miley                                                                                      | 4'23"14 | Ye Shiwen | 4'23"33 | Katinka Hosszú                                                                                                  | 4'25"95 |
| Staffette                       |                                                                                                   |         | |         | |         |
| 4x100 m stile libero (dettagli) | Stati Uniti Megan Romano Jessica Hardy Lia Neal Allison Schmitt Shannon Vreeland* Olivia Smoliga* | 3'32"01 | Australia Angie Bainbridge Marieke Guehrer Brianna Throssell Sally Foster                                                            | 3'32"90 | Danimarca Mie Østergaard Nielsen Pernille Blume Kelly Rasmussen Jeanette Ottesen                                | 3'33"51 |
| 4x200 m stile libero (dettagli) | Stati Uniti Megan Romano Chelsea Chenault Shannon Vreeland Allison Schmitt Jasmine Tosky*         | 7'39"25 | Russia Veronika Popova Elena Sokolova Dar'ja Beljakina Ksenija Jus'kova                                                              | 7'42"77 | Cina Qiu Yuhan Pang Jiaying Guo Junjun Tang Yi Wang Fei*                                                        | 7'43"26 |
| 4x100 m misti (dettagli)        | Danimarca Mie Østergaard Nielsen Rikke Møller Pedersen Jeanette Ottesen Pernille Blume            | 3'49"87 | Australia Rachel Goh Sarah Katsoulis Marieke Guehrer Angie Bainbridge Grace Loh* Samantha Marshall* Brianna Throssell* Sally Foster* | 3'50"88 | Stati Uniti Olivia Smoliga Jessica Hardy Claire Donahue Megan Romano Laura Sogar* Christine Magnuson* Lia Neal* | 3'51"43 |

## Record battuti
| Data        | Gara             | Batt.      | Atleta                | Nazione       | Tempo   | Record mondiale | Record dei campionati |
| ----------- | ---------------- | ---------- | --------------------- | ------------- | ------- | --------------- | --------------------- |
| 12 dicembre | 50 m rana F      | Batterie   | Rūta Meilutytė        | Lituania      | 29"56   |                 | Si                    |
| 12 dicembre | 200 m farfalla F | Finale     | Katinka Hosszú        | Ungheria      | 2'02"20 |                 | Si                    |
| 12 dicembre | 400 m misti F    | Finale     | Hannah Miley          | Gran Bretagna | 4'23"14 |                 | Si                    |
| 12 dicembre | 50 m rana F      | Semifinali | Rūta Meilutytė        | Lituania      | 29"51   |                 | Si                    |
| 13 dicembre | 50 m rana F      | Finale     | Rūta Meilutytė        | Lituania      | 29"44   |                 | Si                    |
| 13 dicembre | 100 m farfalla M | Finale     | Chad le Clos          | Sudafrica     | 48"82   |                 | Si                    |
| 14 dicembre | 50 m farfalla M  | Batterie   | Nicholas Santos       | Brasile       | 22"40 = |                 | Si                    |
| 14 dicembre | 100 m misti F    | Finale     | Katinka Hosszú        | Ungheria      | 58"49   |                 | Si                    |
| 14 dicembre | 200 m misti M    | Finale     | Ryan Lochte           | Stati Uniti   | 1'49"63 | Si              | Si                    |
| 14 dicembre | 200 m rana M     | Finale     | Dániel Gyurta         | Ungheria      | 2'01"35 |                 | Si                    |
| 14 dicembre | 50 m farfalla M  | Semifinali | Nicholas Santos       | Brasile       | 22"23   |                 | Si                    |
| 15 dicembre | 50 m farfalla M  | Finale     | Nicholas Santos       | Brasile       | 22"22   |                 | Si                    |
| 15 dicembre | 100 m rana F     | Finale     | Rūta Meilutytė        | Lituania      | 1'03"52 |                 | Si                    |
| 15 dicembre | 200 m misti F    | Finale     | Ye Shiwen             | Cina          | 2'06"64 |                 | Si                    |
| 15 dicembre | 50 m dorso F     | Semifinali | Zhao Jing             | Cina          | 26"11   |                 | Si                    |
| 15 dicembre | 100 m misti M    | Semifinali | Ryan Lochte           | Stati Uniti   | 50"71   | Si              | Si                    |
| 16 dicembre | 50 m dorso F     | Finale     | Zhao Jing             | Cina          | 25"95   |                 | Si                    |
| 16 dicembre | 200 m rana F     | Finale     | Rikke Møller Pedersen | Danimarca     | 2'16"08 |                 | Si                    |
| 16 dicembre | 200 m farfalla M | Finale     | Kazuya Kaneda         | Giappone      | 1'51'01 |                 | Si                    |